# ボリス・ユガイ

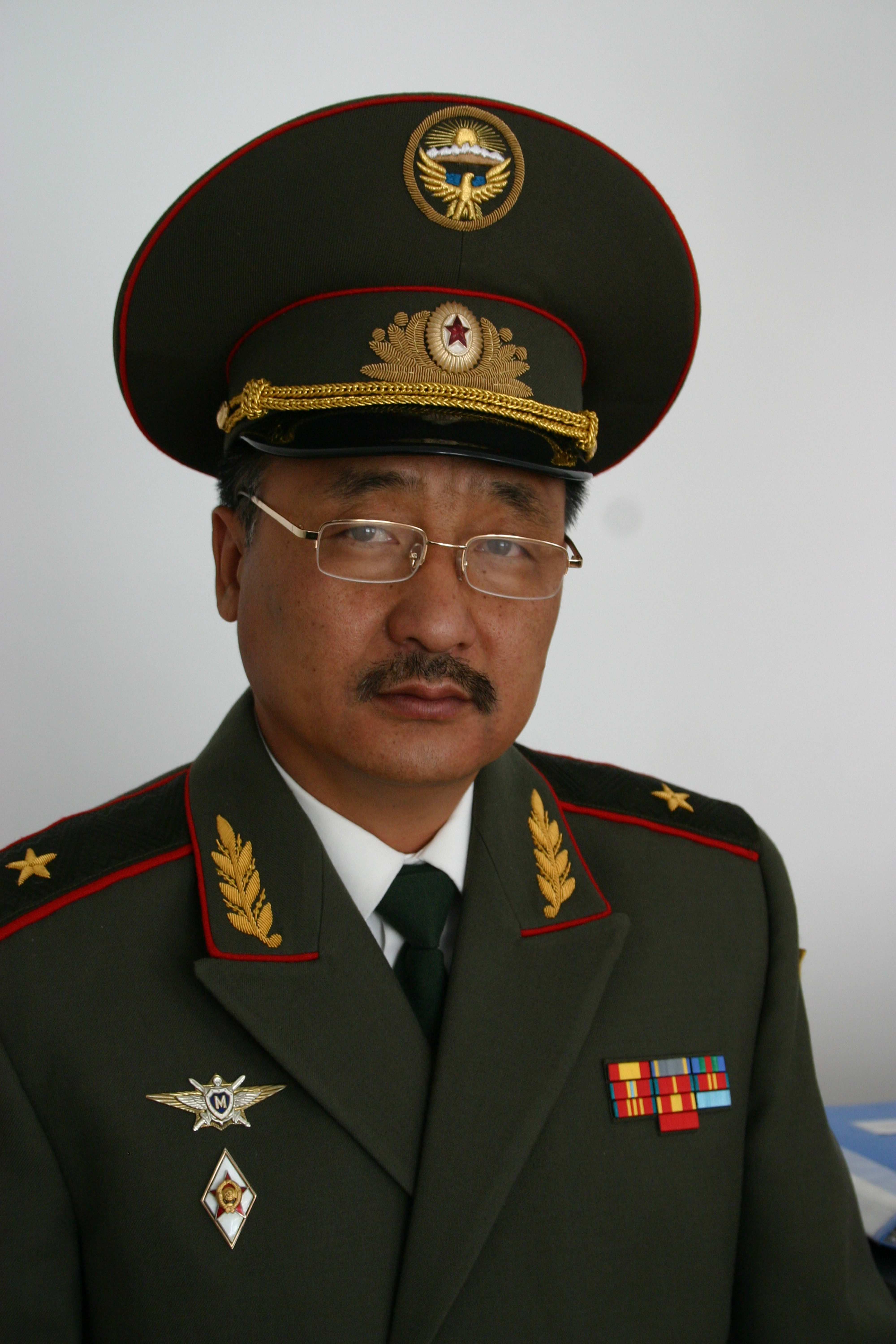
ボリス・ユガイ

ボリス・アレクサンドロヴィチ・ユガイ（Борис Александрович Югай; 1957年11月15日 - 2010年3月12日）は、キルギス共和国の軍人。キルギス共和国軍参謀総長。少将。高麗人。

## 経歴
カザフ・ソビエト社会主義共和国ジャンブール州クルダイスキー地区ゲオルギエフカ村出身。
1979年、レニングラード高等砲兵指揮学校を卒業。1980年～1982年、アフガニスタンでの戦闘行動に参加。2000年、キルギス南部の国際テロ組織の撃滅に参加。
2000年12月まで国家警護庁副長官。2000年12月～2002年、国防省組織・動員総局長/参謀次長。2001年、国家軍事安全保障専攻でロシア連邦軍参謀本部軍事アカデミー高等学術課程を修了。
2002年10月から国防次官。2007年3月14日～2008年6月24日、参謀総長兼国防第一次官。2007年10月6日から集団安全保障条約機構統合参謀長を兼任。
2008年～2009年、前国防相イスマイル・イサコフの事件と関連して取調を受ける。イサコフとユガイには、職権濫用の被疑事実が提示されていた。2009年10月、事件は停止された。
2010年3月12日、心臓発作によりビシュケクで死去。

## 勲章
「高潔なるアフガン人民からインターナショナリスト戦士への」メダル、一等「クジュルモン・クィズマト・オトゴンドゥグ・ウチュン」メダル。